# Арабатук (аеродром)
Арабатук (іноді рос. Красный Великан) — покинутий військовий аеродром в Росії, розташований поблизу однойменного села Арабатук в Забайкальському краї, за 50 км від міста Борзя. Це був резервний аеродром 189-го гвардійського Брестського ордена Суворова винищувально-бомбардувального авіаційного полку (який базувався на аеродромі Борзя-2).